# Kenya International 2014
Die Kenya International 2014 im Badminton fanden vom 19. bis zum 22. Juni 2014 in Nairobi statt.

## Sieger und Platzierte
| Disziplin    | Gold                                       | Silber                                       | Bronze                           |
| ------------ | ------------------------------------------ | -------------------------------------------- | -------------------------------- |
| Herreneinzel | Farzin Khanjani                            | Luka Wraber                                  | Michał Rogalski                  |
| Herreneinzel | Farzin Khanjani                            | Luka Wraber                                  | Vilson Vattanirappel             |
| Dameneinzel  | Jeanine Cicognini                          | Grace Gabriel                                | Pegah Kamrani                    |
| Dameneinzel  | Jeanine Cicognini                          | Grace Gabriel                                | Kate Foo Kune                    |
| Herrendoppel | Vatannejad-Soroush Eskandari Hasan Motaghi | Farzin Khanjani Mehran Shahbazi              | Giovanni Greco Rosario Maddaloni |
| Herrendoppel | Vatannejad-Soroush Eskandari Hasan Motaghi | Farzin Khanjani Mehran Shahbazi              | Jan Fröhlich Matej Hliničan      |
| Damendoppel  | Negin Amiripour Pegah Kamrani              | Sara Delavari Kashani Soraya Aghaei Hajiagha | Kate Foo Kune Yeldi Louison      |
| Damendoppel  | Negin Amiripour Pegah Kamrani              | Sara Delavari Kashani Soraya Aghaei Hajiagha | Grace Gabriel Ogar Siamupangila  |
| Mixed        | Mabo Donald Ogar Siamupangila              | Patrick Kinyua Mercy Joseph                  | Jacob Musisi Margaret Nankabirwa |
| Mixed        | Mabo Donald Ogar Siamupangila              | Patrick Kinyua Mercy Joseph                  | Bruno Masaaba Brenda Awor        |